# 1620-е

## Догађаји и трендови
- 1620 — према одредбама Споразума из Улма, Протестантска унија проглашава неутралност у Тридесетогодишњем рату и прекида подржавати Фридриха V.
- 1620 — Британска источноиндијска компанија је неуспјешно покушала положити право на подручја у Јужној Африци.
- 1620 — мајка Јохана Кеплера је ухапшена под оптужбом за вјештичарење.
- 1620 — Краљевство Навара постаје дио Краљевине Француске.
- 1620 — Битка на Белој гори, дио Тридесетогодишњег рата.
- 1620 — на броду Mayflower на обале Масачусетса долазе енглески насељеници који ће основати колонију Пилмут.
- 1620 — у Шкотској започиње лов на вјештице.
- 1621 — послије 7 година, поново засједа Енглески парламент.
- 1621 — Франсис Бејкон је затворен у Лондон тауеру под оптужбом за корупцију. Ослобођен је касније исте године.[1]
- 1621 — распуштена Протестантска унија.
- 1621 — рођен Петар Зрински, хрватски бан и државник.
- 1621 — погубљено је 27 племића који су судјеловали у бици на Бијелој гори.
- 1621 — основан Гетеборг.
- 1621 — Шведска преузима контролу над градом Ригом.
- 1622 — 1. јануар је проглашен за почетни дан нове године, умјесто дотадашњег 25. марта.
- 1622 — умро Вилијам Бафин, енглески морепловац и истраживач.
- 1622 — Џејмс I распушта Енглески парламент.
- 1622 — Французи су први Европљани који су дошли до Горњег језера.
- 1622 — заједничке снаге Сафавида и Британске источноиндијске компаније освајају португалску колонију на острву Хормуз.
- 1623 — Енглези колонизују Свети Китс и Невис.
- 1624 — Сафавиди освајају Багдад.
- 1624 — Кардинал Ришеље постаје савјетник француског краља Луја XIII.[2]
- 1624 — рођен Џорџ Фокс, оснивач Друштва пријатеља, вјерске заједнице Квекера.
- 1624 — сунитски становници Багдада су масакрирани.
- 1624 — папа Урбан VIII је наредио јавно спаљивање њемачког превода Библије, који је начинио Мартин Лутер.
- 1624 — Холанђани оснивају трговинску колонију у Таинану на Тајвану.
- 1624 — град Осло је уништен у пожару.
- 1624 — започета градња палате Версај.
- 1624 — Шпанци су протјерани из Јапана, који прекида све трговинске везе са Филипинима.
- 1624 — Француски парламент усваја декрет којим се под пријетњом смрти забрањује критиковање Аристотела.
- 1624 — папа Урбан VIII издаје папинску булу којом је пушење дувана кажњиво екскомуникацијом.[3] Повукао ју је папа Бенедикт XIII.
- 1625 — Чарлс I постаје краљ Енглеске, Велса и Шкотске.
- 1625 — Данска интервенује у Тридесетогодишњем рату.
- 1625 — Холанђани насељавају острво Менхетн, на којему оснивају град Нови Амстердам, који ће касније постати језгро данашњег Њујорка.[4]
- 1626 — земљотрес је погодио Напуљ, усмртивши 10.000 особа.
- 1626 — Французи оснивају прву колонију на Мадагаскару.
- 1627 — земљотрес је уништио градове Сан Северо и Торемађоре у Јужној Италији.
- 1627 — Енглези су први Европљани који насељавају Барбадос.
- 1627 — барут се почиње коритити за минирање у рудницима код Банске Штиванице у Словачкој.
- 1628 — Оливер Кромвел је изабран у Енглески парламент.
- 1628 — Енглески парламент усваја Petition of Right.
- 1628 — Чарлс I прихвата Petition of Right.
- 1628 — Пуританци насељавају Сејлем.
- 1628 — Кардинал Ришеље постаје премијер.
- 1628 — руска експедиција долази до ријеке Лене у Сибиру.
- 1629 — Чарлс I распушта Енглески парламент и започиње Једанаестгодишњу тиранију.
- 1629 — Енглези освајају Квебек. Французи враћају контролу над градом три године послије.
- 1629 — рођен Јан III Собјески, пољски краљ и велики војвода од Литваније.

## Наука
- 1622 — умро Ђурађ Дубровчанин, научник из Дубровника.
- 1623 — рођен Блез Паскал, француски филозоф, математичар и физичар.
- 1624 — Корнелијус Дребел открива постојање гасова.
- 1624 — умро Симон Мариј, немачки астроном, који је први почео да посматра галаксију Андромеду, дао имена Галилејевим сателитима — Јо, Европа, Ганимед и Калисто.
- 1627 — рођен Роберт Бојл, енглески хемичар.
- 1629 — рођен Кристијан Хајгенс, холандски математичар, астроном и физичар.

## Култура
- 1621 — рођен Жан де Лафонтен, француски књижевник.
- 1621 — рођен Молијер, француски књижевник.
- 1624 — рођен Андрија Змајевић, српски барочки књижевник, надбискуп барски и примас Србије.
- 1626 — умро Франсис Бејкон, енглески филозоф.

### Музика
- 1620 — конструисана је модерна виолина.

### Архитектура
- 1626 — довршена Базилика светог Петра у Риму.